# Supercrooks
(Tagline di copertina di Supercrooks n.1)
Supercrooks è una miniserie a fumetti creata da Mark Millar e Leinil Yu e distribuita dalla casa editrice statunitense Marvel Comics nel 2012 tramite l'etichetta Icon Comics, Imprint che pubblica fumetti i cui diritti rimangono agli autori che li hanno creati. Il fumetto inoltre presenta in copertina il logo Millarworld, distintivo delle pubblicazioni creator-owned (cioè di proprietà dell'autore) dello scrittore scozzese Mark Millar. Coautore del soggetto è il regista spagnolo Nacho Vigalondo, che ancora prima dell'uscita del fumetto si è impegnato a realizzarne un adattamento cinematografico per il 2014.
Nel 2017 il Millarworld viene acquisito dalla piattaforma in streaming a pagamento Netflix che diviene proprietaria dei diritti per eventuali adattamenti dei suoi titoli. Nel 2019 si annuncia che Supercrooks diverrà una serie d'animazione anime distribuita in esclusiva da Netflix.

## Trama
Johnny Fulmine è un supercriminale che cerca incessantemente di guadagnare soldi facendo rapine in combutta con altri criminali mascherati come lui. Sistematicamente ogni loro colpo fallisce a causa dell'intervento del supereroe di turno che riesce a sgominarli. Nella sua ultima rapina viene fermato senza problemi dal supereroe Il Gladiatore e viene condannato a 5 anni di prigione. Dopo essere uscito ritorna dalla sua ex-fidanzata ed ex-supercriminale Kasey che ora lavora come cameriera. Nonostante abbia poteri psichici ora vuole condurre una vita normale e non rivuole Johnny nella sua vita. Durante il loro incontro arriva anche un anziano supercriminale loro amico di nome Carmine che si ritrova costretto a racimolare 100 milioni di dollari da dare ad un casinò di Las Vegas perché è stato beccato a barare in coppia con un ragazzo dotato di preveggenza. Johnny ha un nuovo piano per fare un mucchio di soldi ed è quello di cambiare nazione e andare in uno Stato (che non siano gli Stati Uniti d'America) dove non ci sono centinaia di supereroi che poi alla fine vincono sempre facendo trionfare la loro giustizia.
Lo Stato prescelto è la Spagna, che a quanto sembra non è munita di supereroi ed è il paese ideale per attuare il piano di Fulmine. Questi riesce a convincere numerosi suoi compagni supercriminali alcuni dei quali neppure più in attività. Il gruppo è composto da Carmine, Kasey, Il Fantasma (scassinatore non più in attività), TK McCabe (ex-supercriminale con poteri di telecinesi), Previsione (ex-supercriminale in grado di modificare il tempo), Roddy e Sammy Diesel (due wrestler semi-indistruttibili che combattono incontri clandestini). Dopo essere arrivati a Tenerife, Johnny riesce a coinvolgere a sorpresa un altro elemento al suo gruppo di malavitosi, si tratta del supereroe Il Gladiatore. Questi viene ricattato in quanto omosessuale e frequentatore di uomini conosciuti online ai quali spesso manda foto erotiche di sé stesso. Se questa notizia venisse data in pasto ai giornali, la sua reputazione di grande supereroe americano sarebbe rovinata. A questo punto Johnny rivela quale sia il suo piano e perché si trovino proprio in Spagna. Il suo obiettivo è derubare il più grande supercriminale di tutti i tempi il quale si trova nella penisola iberica a godersi una pensione dorata, impunito di tutti i suoi crimini. Il suo nome (o forse soprannome) è semplicemente Il Bastardo e raggela il sangue di chiunque conosca la sua crudeltà e le sue imprese criminose.
Con l'aiuto di tutti i componenti della banda, Johnny riesce nell'impresa di penetrare nella cassaforte sotto la villa del Bastardo e lo deruba di una valigetta che contiene valori per 800 milioni di dollari, 100 a testa alla fine del colpo. Per tenere a bada il supercriminale, ci pensa Kesey con i suoi poteri psichici la quale gli crea l'illusione di trovarsi nella sua residenza quando in realtà è in un altro luogo. Per quanto riguarda la sua guardia del corpo con superpoteri da superman, ci pensa il Gladiatore che lo batte in duello rendendolo cerebroleso. Per evitare ritorsioni da parte del Bastardo, la banda dei Supercrooks effettua la rapina con indosso i costumi dei supercriminali a cui Carmine doveva dei soldi, che vengono quindi rintracciati e uccisi dal boss criminale, furioso per il torto subito. D'altra parte il ragionamento di Johnny è semplice: perché mettersi addosso il proprio costume (e quindi rendersi riconoscibile) quando invece puoi usare quello di un altro modificando quindi la tua identità?

## Distribuzione
La miniserie viene pubblicata sotto l'etichetta Icon della Marvel Comics nel 2012 così come avviene per tutte le pubblicazioni Millarworld ormai dal 2008. La distribuzione e gestione del materiale Icon lascia totale libertà agli autori per quanto riguarda le iniziative pubblicitarie dei fumetti da loro creati e Mark Millar decide di lanciare una competizione tra i comic shops (cioè i negozi specializzati nella vendita di fumetti) che premierà il rivenditore che prenota il maggior numero di copie del numero 1 di Supercrooks. Il premio è una visita con sessione di autografi dell'autore presso quel negozio con il viaggio a spese dello stesso Millar. Con grande sorpresa a vincere il concorso è il National Book Store di Manila nelle Filippine. Il giorno in cui avviene la sessione di autografi è il 27 maggio 2012 e l'evento viene denominato The Milla in Manila. Il successo della manifestazione va oltre ogni aspettativa dell'autore che quando arriva a Manila il 24 maggio, trova la città piena di manifesti che pubblicizzano la sua presenza al National Book Store e si ritrova il giorno successivo a rilasciare interviste per le televisioni locali e siti web. Il 26 maggio viene accolto calorosamente al Komikon, un'importante fiera fumettistica della città ed è qui che incontra Leinil Yu e Gerry Alanguilan, i due artisti filippini responsabili dei disegni della miniserie Supercrooks. Insieme a loro e al colorista Sunny Gho partecipa ad una intervista pubblica su palcoscenico che si svolge il 27 presso il National Book Store, alla quale partecipano numerose persone interessate alle opere dell'autore scozzese e ovviamente a Supercrooks. L'accoglienza tributata a Millar e che ha sorpreso lo stesso autore è dovuta sia alla collaborazione con artisti filippini per Supercrooks, sia alla passione del popolo filippino per i fumetti. Non bisogna infatti sottovalutare il fatto che uno dei sette fondatori della Image Comics è l'artista filippino Whilce Portacio e uno degli autori di punta della DC Comics è Francis Manapul, autore del rilancio della serie storica The Flash all'interno del progetto de The New 52. A questi si aggiunge il contributo storico di grandi autori e artisti filippini quali Tony DeZuniga (co-creatore di Jonah Hex, il più celebre personaggio western della DC Comics), Rudy Nebres, Alfredo Alcala, Alex Nino e Nestor Redondo (l'artista filippino preferito in assoluto da Mark Millar).
I primi tre numeri della miniserie sono distribuiti al prezzo di copertina di 2.99$ (due dollari e novantanove centesimi) e hanno un formato standard (per i comics americani) di 32 pagine a colori spillate. Il quarto numero è invece distribuito al 4.99$ (quattro dollari e novantanove centesimi) perché in formato di 48 pagine. Oltre la storia dell'albo più lunga (in pagine) che quella dei tre precedenti, è presente un'appendice di 6 pagine che serve da Preview per la nuova serie Jupiter's Children, distribuita anch'essa sotto l'etichetta Millarworld, disegnata da Frank Quietly e uscita nel 2013.
Nel 2017 Netflix acquisisce l'imprint Millarworld e diviene quindi l'editore di riferimento per l'intera linea editoriale e quindi anche di Supercroocks. L'accordo riguarda anche le opere prodotte da Mark Millar a partire dal 2018, la prima è The Magic Order da agosto. Il supporto logistico, il marketing e la distribuzione presso il mercato diretto è affidato alla Image Comics che, dal 2018, diviene responsabile per la pubblicazione della miniserie Supercrooks raccolta in formato Trade Paperback, ovvero con rilegatura in brossura e copertina in cartoncino.

## Accoglienza
L'albo di debutto della miniserie raccoglie un numero record di pre-ordinazioni tra tutte le serie Millarworld pubblicate finora. Supercrooks n.1 si piazza al 51º posto tra i 100 albi più venduti (secondo il Diamond Comic Distributors) tra quelli in distribuzione nel marzo 2012. Il titolo totalizza 34673 copie vendute e batte di un soffio serie storiche della Marvel Comics quali The Mighty Thor e Astonishing X-Men (rispettivamente al 52º e 53º posto). Nonostante questo non è l'albo creator-owned più venduto del mese che invece risulta essere Kick-Ass 2 n.7, un'altra serie dello stesso Millar, la quale vende 45213 copie e ottiene il 31º posto nella classifica vendite.

## Adattamenti in altri media
L'opera viene concepita ancora prima della pubblicazione con l'obbiettivo di ricevere una trasposizione cinematografica. Per questo Millar coinvolge nel progetto il regista Nacho Vigalondo il quale si impegna a realizzarne l'adattamento entro il 2014. La fase di pre-produzione subisce però dei ritardi e nel 2016 i diritti per l'adattamento cinematografico vengono acquisiti dalla Waypoint Entertainment. Anche in questo caso il progetto non decolla e nel 2017 arriva l'acquisizione di Netflix su quasi l'intero catalogo del Millarworld (restano esclusi Wanted, il franchise di Kick-Ass e quello di Kingsman). A questo punto Netflix decide di abbandonare l'opzione di realizzarne un lungometraggio live-action e punta invece su una serie d'animazione da distribuire in esclusiva in streaming. La serie viene sviluppata come anime in quanto realizzata dallo studio Bones, la stessa società giapponese che ha realizzato gli anime sui celebri manga Fullmetal Alchemist, My Hero Academia e Mob Psycho 100. Contemporaneamente all'annuncio dell'anime basato sull'opera del duo Millar-Vigalondo, Netflix annuncia altri due anime: uno è l'adattamento del manga Spriggan e l'altro si basa sull'RPG Dragon's Dogma della Capcom.

## Raccolte originali
- Mark Millar-Nacho Vigalondo (soggetto e testi), Leinil Francis Yu (matite), Supercrooks Premiere HC, materiale raccolto: Supercrooks nn.1-4, 112 pp., edizione cartonata, copertina di Leinil Francis Yu, Marvel Comics-Icon Comics, New York, ottobre 2012